# Paul Fauchet
Pour les articles homonymes, voir Fauchet.
Paul Fauchet est un compositeur, organiste et pédagogue français né le 27 juin 1881 dans le 13e arrondissement de Paris et mort le 12 novembre 1937 dans le 17e arrondissement de Paris.

## Biographie
Paul Robert Marcel Fauchet naît le 27 juin 1881 à Paris (13e arrondissement),. Il est le fils du maître de chapelle de l'église Notre-Dame de Versailles.
Il étudie avec Paul Vidal, Alexandre Guilmant et Charles Lenepveu au Conservatoire de Paris, où il obtient un deuxième prix d'harmonie (1899) et des premiers prix de contrepoint et fugue (1904), d'orgue (1907) et d'accompagnement au piano (1910),,.
Comme interprète, Paul Fauchet commence sa carrière comme titulaire des orgues de Notre-Dame de Versailles, de 1904 à 1910, à la suite de Louis Lebossé, puis il devient maître de chapelle et titulaire de l'orgue de l'église Saint-Pierre-de-Chaillot de Paris,. Il dirige également les chœurs de l'Opéra-Comique.
Comme pédagogue, il est professeur d'harmonie au Conservatoire de Paris entre 1927 et 1937. Au nombre de ses élèves figurent notamment Jacques de la Presle, Raymond Loucheur, Georges Taconet, José David, Marcel Landowski, Koharik Gazarossian et Lucien Cailliet.
Il publie des Leçons d'harmonie, et enregistre plusieurs 78 tours pour Pathé à la tête de la Maîtrise de Saint-Pierre-de-Chaillot (œuvres de Camille Saint-Saëns, Adolphe Adam et Jean-Sébastien Bach).
En 1934, il est nommé chevalier de la Légion d'honneur,.
Comme compositeur, Paul Fauchet est l'auteur de mélodies, de pièces d'orgue, de chœurs avec accompagnement d'orchestre, de noëls, d'œuvres de musique sacrée, notamment des motets, une Messe de Saint-Louis (1902) ainsi qu'une Messe de Notre-Dame-des-Victoires (1923), mais est surtout connu pour sa Symphonie pour musique d'harmonie (1926, créée par l'Orchestre d'harmonie de la Garde républicaine et donnée en première audition aux États-Unis en 1933 par le Carleton College Band), « premier exemple connu de symphonie classique écrite pour ce type d'instruments », dont le scherzo « est farci de gammes par tons entiers ».
Paul Fauchet meurt le 12 novembre 1937 à Paris (17e arrondissement),.